# Daewoo Shipbuilding & Marine Engineering
Daewoo Shipbuilding & Marine Engineering (DSME) est une entreprise sud-coréenne de construction navale. Elle est la seconde plus grande entreprise de construction navale au monde en 2012.

## Histoire
Elle est issue d'une scission de Daewoo en 2000 et dispose de grands chantiers navals dont un à Okpo.
En octobre 2016, Daewoo, en difficulté en raison du ralentissement général des commandes dans le secteur de la construction navale, annonce la suppression de 3 000 postes soit près de 25 % de ses effectifs.
En janvier 2019, Hyundai Heavy Industries annonce sa fusion par échange d'actions avec le numéro deux du secteur Daewoo Shipbuilding & Marine Engineering, créant un nouvel ensemble pesant près de 20 % de la construction navale à l'échelle mondiale. En janvier 2022, les autorités de la concurrence européennes mettent leur veto contre cette opération. Avec cette fusion, la nouvelle société aurait contrôlé 60 % du marché mondial de la construction des gros navires de transport de gaz naturel liquéfié (GNL).

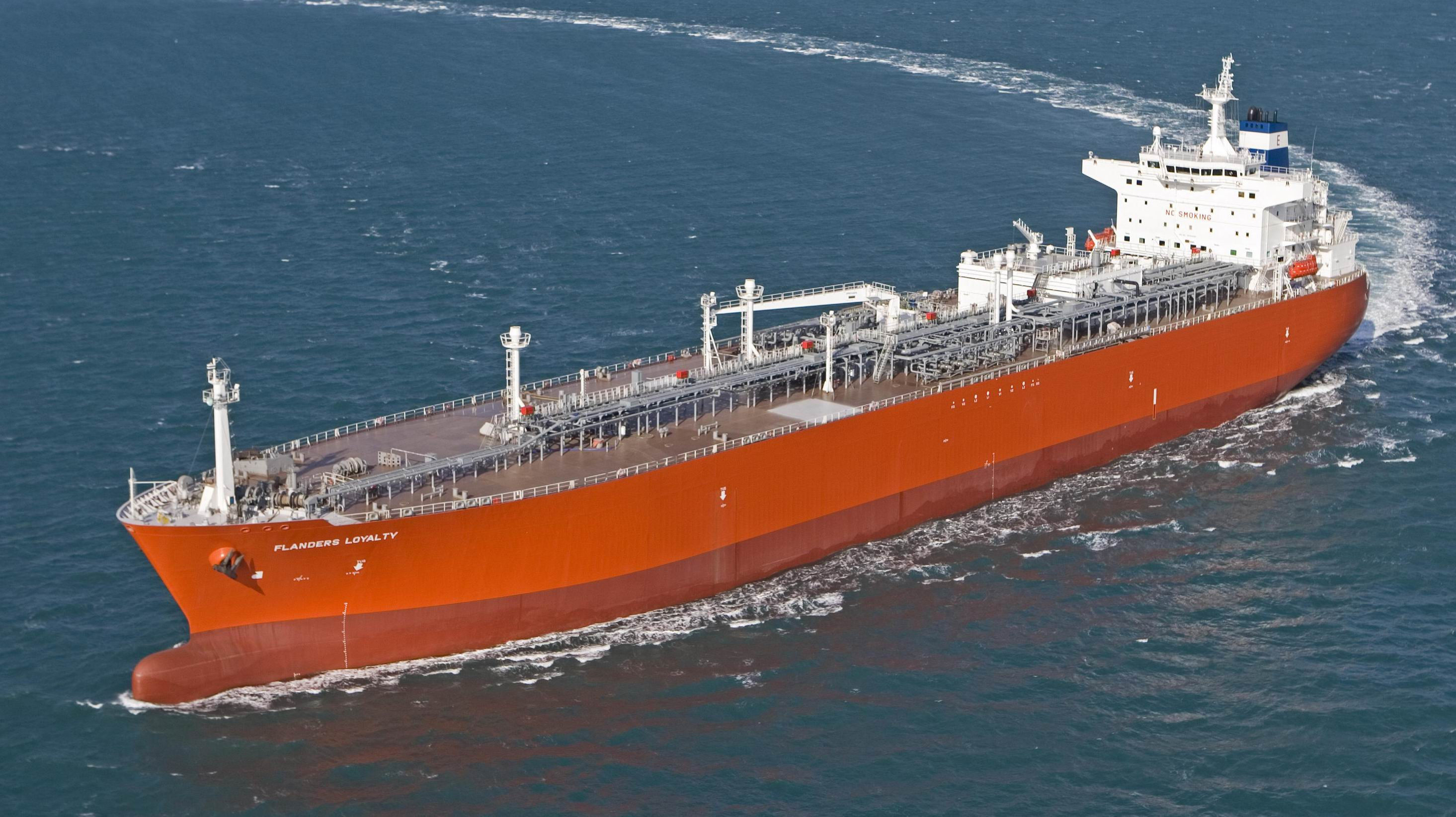
Le Flanders Loyalty, navire construit par DSME pour le transport du GPL.
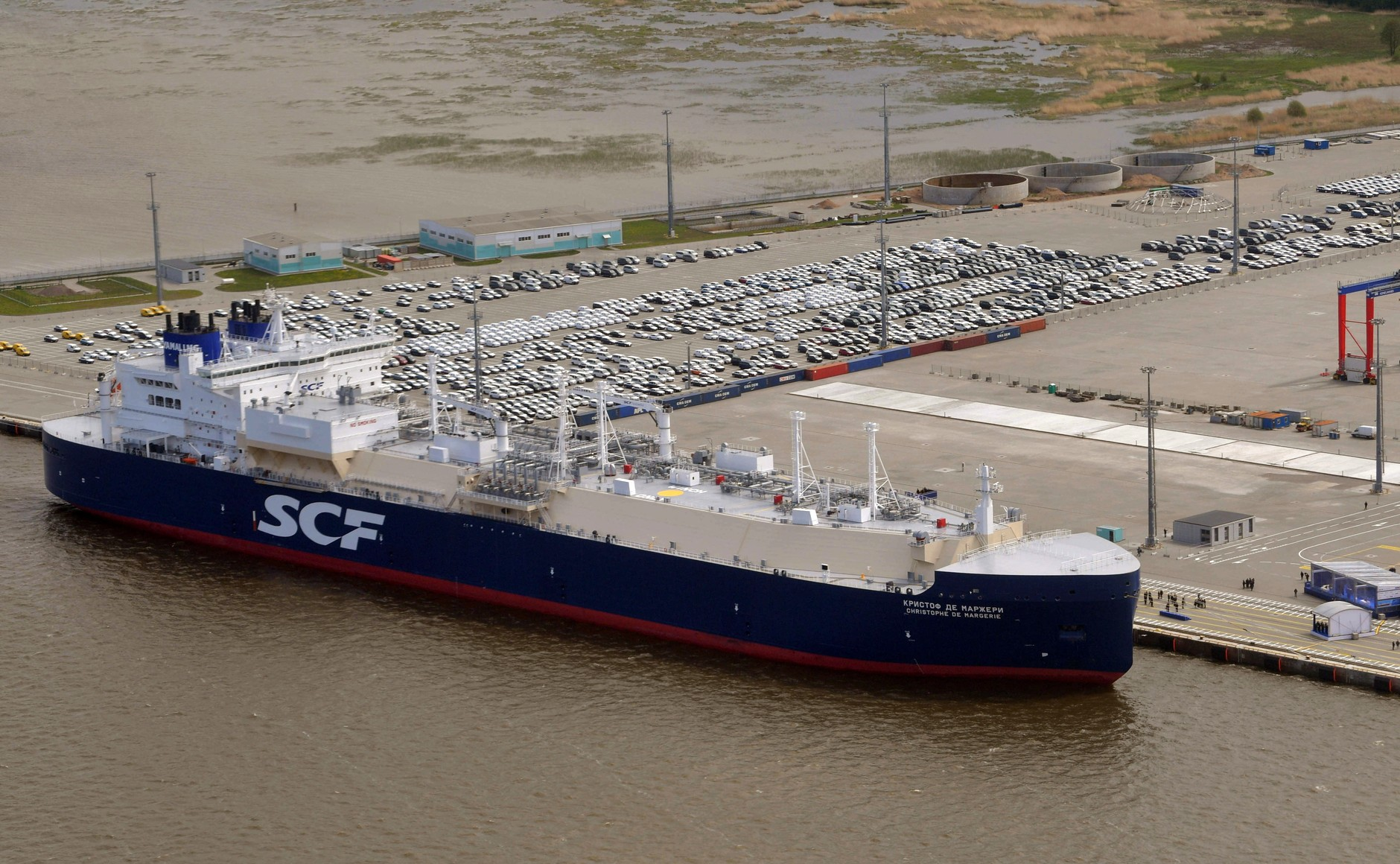
Le Christophe de Margerie, méthanier construit pour Sovcomflot.